# Sebastian Cabot (ontdekkingsreiziger)

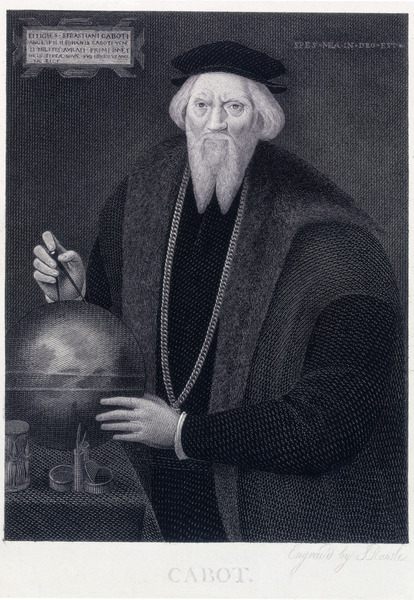
Sebastian Cabot
(1824), gravure Samuel Rawle naar verloren schilderij van Holbein, NMM

Sebastian Cabot (Italiaans: Sebastiano Caboto, Nederlands: Sebastiaan Cabot, Venetië, ca. 1476 - Londen, ca. december 1557) was een Venetiaans-Engels ontdekkingsreiziger die in Engelse en Spaanse dienst in diverse richtingen naar een route naar Indië heeft gezocht.
Cabot was een zoon van de ontdekkingsreiziger John Cabot, die in 1497 de Atlantische Oceaan was overgestoken naar Noord-Amerika. Het is niet bekend of Sebastian op deze reis aanwezig is geweest, maar hij en zijn twee broers worden in elk geval genoemd op de letters-patent die John van Hendrik VII kreeg.
Er wordt wel beweerd dat Sebastian al in 1504 zelf een reis over de Atlantische Oceaan ondernam, maar meer waarschijnlijk lijkt dat zijn eerste reis in 1508-1509 was, op zoek naar de Noordwestelijke Doorvaart. Er wordt gemeld dat hij een zee bereikte vol met ijs, waar de dagen 18 uur lang waren, en een zeestraat naar het westen ontdekte, waarna hij zuidwaarts de kust van Noord-Amerika onderzocht. Sommigen denken dat hij de Straat Hudson doorvoer tot aan Hudsonbaai. Anderen, zoals Samuel Morison, betwijfelen dat deze reis überhaupt heeft plaatsgevonden, en denken dat Sebastian deze reis zelf bedacht heeft, op basis van de reizen van zijn vader. Hierna was hij enige tijd als cartograaf in dienst bij koning Hendrik VIII.
In 1512 was hij aanwezig toen Engelse troepen Ferdinand II van Aragón hielpen in zijn strijd met Navarra. Hendrik VIII was minder geïnteresseerd in ontdekkingstochten, en Cabot ging daarom in Spaanse dienst, eerst als cartograaf van Ferdinand, daarna als piloto mayor en lid van het Concejo de Indias onder Karel I.
In 1526 werd Cabot uitgezonden naar Zuid-Amerika in een expeditie om de reizen van Ferdinand Magellaan en García de Loaysa op te volgen. Hij dacht dat er een alternatief voor de Straat Magellaan was, en wilde die gaan zoeken. Hij bereikte de kust van Brazilië nabij Recife, wachtte daar enkele maanden en voer vervolgens verder naar het zuiden. Hij hoorde, onder meer van overlevenden van de expedities van Juan Díaz de Solis en Loaysa die hij aan boord nam, geruchten over een rijke 'witte koning' die in het binnenland zou wonen, en onder meer een 'berg van zilver' zou hebben. Ongetwijfeld waren deze gebaseerd op het Incarijk in Peru.
Cabot besloot dit rijke land te gaan zoeken, en hij bereikte Río de la Plata, dat hij zijn naam gaf (die 'zilverrivier' betekent), en waar hij een fort bouwde, mogelijk op de plaats van samenkomst van Paraná en Uruguay. Op zoek naar het zilverland voer hij de Paraná en Paraguay op tot bij het huidige Asunción, waar voedselgebrek en vijandige indianen hem dwongen terug te keren. Een expeditie onder Francisco César trok landinwaarts, mogelijk tot het gebied rond Córdoba, en hoorde opnieuw geruchten van een rijk land verderop, opnieuw vermoedelijk gebaseerd op het Incarijk.
Terug bij zijn fort ontmoette hij een andere expeditie, onder leiding van Diego Garcia. Samen deden Cabot en Garcia een tweede poging om het zilverland te bereiken, maar ze werden opnieuw door vijandige indianen tegengehouden. Het fort dat hij had gebouwd bij Río de Plata was bij een aanval van indianen vernield, en hij keerde terug naar Spanje, waar hij in november 1529 aankwam.
Hoewel hij als eerste Europeaan het binnenland van Zuid-Amerika had bereikt, en met handel wat goud en zilver had verkregen, werd zijn expeditie door de koning als een mislukking beschouwd, en hij verloor zijn post en titel en werd twee jaar naar Oran verbannen. Over de volgende jaren van Cabots leven is weinig bekend, wel is duidelijk dat hij op zeker moment de post van piloto mayor terugkreeg.
In 1547 keerde Cabot, inmiddels al over de zestig, terug naar Engeland op uitnodiging van koning Eduard VI. Hij was een van de oprichters van de 'Company of Merchant Adventurers' (later bekend als de Muscovy Company). Deze zond vanaf 1553 een aantal expedities uit om de Noordoostelijke Doorvaart te zoeken. Deze mislukten allemaal, maar dankzij de reis van Richard Chancellor wist de compagnie handelsrelaties rond de Noordkaap met Moscovië (Rusland) te vestigen.
Bij historici heeft Sebastian Cabot geen goede naam. Er wordt gesteld dat hij niet zozeer een groot navigator was, maar vooral iemand die zichzelf goed kon verkopen. Hij zou zich ook de ontdekkingen van zijn vader voor zichzelf hebben toegeëigend. Gegevens over zijn leven zijn vrijwel geheel uit de tweede hand. Het enige wat we van Cabot zelf hebben is een wereldkaart uit 1544, die zich nu in de Bibliothèque Nationale in Parijs bevindt.